# Petit bonheur (chanson)
Petit bonheur est une chanson composée et chantée par Salvatore Adamo en 1969 sur l'album Petit Bonheur.
La chanson a fait ses débuts au cours de la semaine des charts de 18 octobre 1969. En 22 novembre 1969 a été classé numéro quattro.
Le single un en France pendant 14 semaines to 24 janvier 1970.
En Autriche sous le titre Ein kleines Glück a été classé numéro un.